# Palaemnema croceicauda
Palaemnema croceicauda – gatunek ważki z rodziny Platystictidae. Występuje na terenie Ameryki Południowej, endemicznie w Ekwadorze.